# Terminação da cadeia
A terminação da cadeia é uma reação química que cessa a formação de intermediários reativos provenientes da  etapa de propagação da cadeia no curso de uma reação de radicais, detendo-a. É uma etapa muitas vezes útil na indústria de reações orgânicas, em especial, na produção de polímeros.